# Потульны, Райан
Райан Потульны (англ. Ryan Potulny; 5 сентября 1984, Гранд-Форкс, Северная Дакота) — американский хоккеист, центральный нападающий.

## Карьера
На драфте НХЛ 2003 года был выбран в 3 раунде под общим 87 номером командой «Филадельфия Флайерз».
В НХЛ выступал за «Филадельфия Флайерз», «Эдмонтон Ойлерз», «Чикаго Блэкхокс», «Оттава Сенаторз»; в 2011—2014 годах выступал в фарм-клубе «Вашингтона» — «Херши Беарс».
Участник чемпионата мира 2010 года в составе сборной США.
Обладатель Кубка Колдера 2011 года в составе «Бингхэмтон Сенаторс».
30 мая 2013 года подписал контракт с омским «Авангардом», выступающем в КХЛ. Но 7 августа того же года из-за травмы плеча, полученной в товарищеском матче с магнитогорским «Металлургом», Потульны и хоккейный клуб «Авангард» расторгли контракт по соглашению сторон.

## Статистика
```
                                            --- Regular Season ---  ---- Playoffs ----
Season   Team                        Lge    GP    G    A  Pts  PIM  GP   G   A Pts PIM
--------------------------------------------------------------------------------------
2001-02  Lincoln Stars               USHL   60   23   34   57   65   4   1   0   1   2
2002-03  Lincoln Stars               USHL   54   35   43   78   18  10   6  11  17   8
2003-04  U. of Minnesota             NCAA   15    6    8   14   10  --  --  --  --  --
2004-05  U. of Minnesota             NCAA   43   24   17   41   20  --  --  --  --  --
2005-06  U. of Minnesota             NCAA   41   38   25   63   31  --  --  --  --  --
2005-06  Philadelphia Flyers         NHL     2    0    1    1    0  --  --  --  --  --
2006-07  Philadelphia Flyers         NHL    35    7    5   12   22  --  --  --  --  --
2006-07  Philadelphia Phantoms       AHL    30   12   14   26   34  --  --  --  --  --
2007-08  Philadelphia Flyers         NHL     7    0    1    1    4  --  --  --  --  --
2007-08  Philadelphia Phantoms       AHL    58   21   26   47   51  12   3   5   8  10
2008-09  Edmonton Oilers             NHL     8    0    3    3    0  --  --  --  --  --
2008-09  Springfield Falcons         AHL    70   38   24   62   48  --  --  --  --  --
2009-10  Edmonton Oilers             NHL    64   15   17   32   28  --  --  --  --  --
2009-10  Springfield Falcons         AHL    14    3    5    8    8  --  --  --  --  --
 2010     USA                         WC     6    2    2    4    0
2010-11  Chicago Blackhawks          NHL     3    0    0    0    0  --  --  --  --  --
2010-11  Rockford IceHogs            AHL    58   18   23   41   30  --  --  --  --  --
2010-11  Ottawa Senators             NHL     7    0    0    0    0  --  --  --  --  --
2010-11  Binghamton Senators         AHL    13    3    5    8    4  23  14  12  26  12
2011-12  Hershey Bears               AHL    61   33   32   65   32   5   2   2   4   0
2012-13  Hershey Bears               AHL    66   19   22   41   30   5   0   2   2   2
2013-14  Hershey Bears               AHL    38    3    7   10   10  --  --  --  --  --
2014-15  Hershey Bears               AHL    25    2    3    5   10   7   0   0   0   0
2015-16  Pelicans                  Liiga    20    1    8    9   10
--------------------------------------------------------------------------------------
         NHL Totals                        126   22   27   49   54  --  --  --  --  --

```